# Борго Монтенеро (Латина)
Борго Монтенеро је насеље у Италији у округу Латина, региону Лацио.
Према процени из 2011. у насељу је живело 233 становника. Насеље се налази на надморској висини од 27 м.